# Deguchi Onisaburō

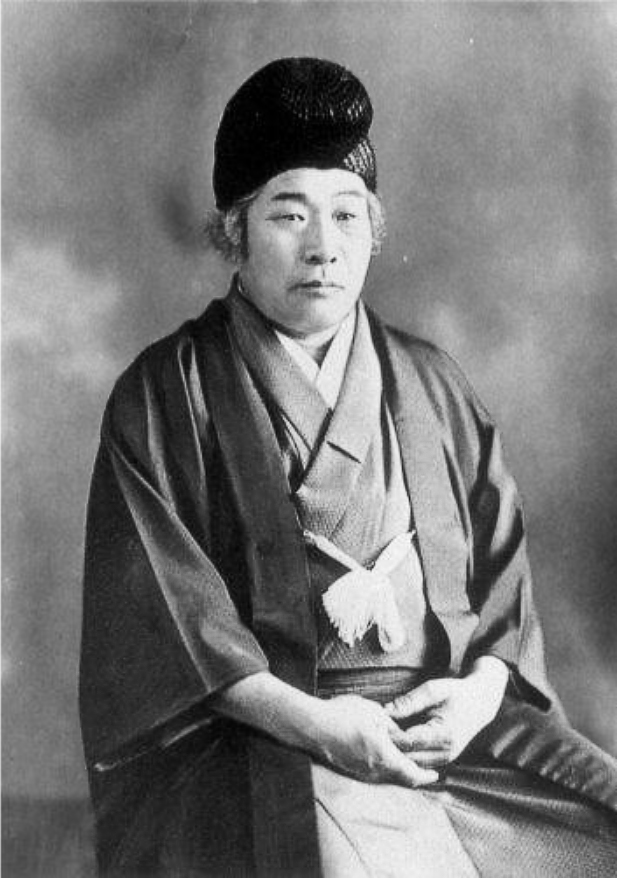
Deguchi Onisaburō (1940)

Deguchi Onisaburō (japanisch 出口 王仁三郎; * 22. August 1871 im Dorf Anao (Kuwada-gun, Provinz Tamba); † 19. Januar 1948) war Mitbegründer und prägende Figur von Ōmoto, einer der neuen religiösen Bewegungen in Japan.

## Leben und Wirken
Deguchi Onisaburō, geboren als Ueda Kisaburō (上田 喜三郎), soll der Sohn einer Bauernfamilie schon in jungen Jahren außergewöhnliche intellektuelle und spirituelle Fähigkeiten besessen haben. 1898 begegnete er Deguchi Nao (出口なお), der Begründerin der Ōmoto-Religion. Er schloss sich der Bewegung an und wurde schnell zu einer ihrer prägenden Figuren. 1900 heiratete er Naos jüngste Tochter Sumiko (Sumi), die nach dem Tode ihrer Mutter die zweite spirituelle Führerin der Ōmoto-Religion wurde.
Unter dem Einfluss von Deguchi Onisaburō breitete sich die neue Religion in Japan enorm aus und knüpfte auch internationale Kontakte.
Deguchi verfasste zahlreiche Schriften, darunter das 81-bändige Werk Reikai Monogatari (霊界物語). Er war in unterschiedlichen künstlerischen Bereichen aktiv, fertigte Malereien, Kalligraphien und tausende von Keramiken an. Eine der Kernaussagen seiner Lehre ist die enge Verknüpfung von Kunst und Religion, und der Versuch, durch künstlerische Arbeit einen positiven Einfluss auf die Welt auszuüben. 
Im Westen ist Deguchi vor allem bekannt durch seinen prägenden Einfluss auf Ueshiba Morihei, den Begründer der  Kampfkunst Aikidō, dem er 1919 begegnete.
Während der Verfolgung der Ōmoto-Religion durch den japanischen Staat verbrachte er die Jahre 1935 bis 1942 im Gefängnis.